# Cheryl Gibson
Cheryl Gibson (n. 28 iulie 1959, Edmonton, Alberta, Canada) este o înotătoare ce a reprezentat Canada, medaliată olimpică. A participat la o ediție a Jocurilor Olimpice (1976) în care a câștigat două medalii de argint.